# Challenger de Brașov 2014
El BRD Brașov Challenger 2014 fue un torneo de tenis profesional jugado en canchas de tierra batida. Se disputó la 19.ª edición del torneo que formó parte del circuito ATP Challenger Tour 2014. Se llevó a cabo en Brașov, Rumania entre el 1 y el 7 de septiembre de 2014.

## Jugadores participantes del cuadro de individuales

### Cabezas de serie
| País                       | Jugador               | Rank1 | Favorito |
| -------------------------- | --------------------- | ----- | -------- |
| Bandera de Austria         | Andreas Haider-Maurer | 110   | 1        |
| Bandera de España          | Pere Riba             | 116   | 2        |
| Bandera de Argentina       | Facundo Argüello      | 120   | 3        |
| Bandera de Rumania         | Adrian Ungur          | 137   | 4        |
| Bandera de Austria         | Gerald Melzer         | 145   | 5        |
| Bandera de Estados Unidos  | Chase Buchanan        | 158   | 6        |
| Bandera de Rumania         | Marius Copil          | 175   | 7        |
| Bandera de República Checa | Jaroslav Pospíšil     | 195   | 8        |

- 1 Se ha tomado en cuenta el ranking del 25 de agosto de 2014.

### Otros participantes
Los siguientes jugadores recibieron una invitación (wild card), por lo tanto ingresan directamente al cuadro principal (WC):
- Patrick Ciorcila
- Vlad Victor Cornea
- Dragos Dima
- Petru-Alexandru Luncanu

Los siguientes jugadores ingresan al cuadro principal tras disputar el cuadro clasificatorio (Q):
- Miki Janković
- Ricardo Rodríguez
- Guillaume Rufin
- Giulio Torroni

Los siguientes jugadores ingresan al cuadro principal como alternantes (Alt):
- Lucas Pouille

## Campeones

### Individual Masculino
Challenger de Brașov 2014 (individual masculino
- Andreas Haider-Maurer def.  Guillaume Rufin 6–3, 6–2

### Dobles Masculino
Challenger de Brașov 2014 (dobles masculino
- Daniele Giorgini /  Adrian Ungur def.  Aslan Karatsev /  Valeri Rudnev 4–6, 7–6(7–4), [10–1]